# San Juan (Abangares)
San Juan è un distretto della Costa Rica facente parte del cantone di Abangares, nella provincia di Guanacaste.